# Emiliana de Zubeldía
Emiliana de Zubeldía e Inda (Salinas de Oro, Navarra, 6 de diciembre de 1888 - Hermosillo, 26 de mayo de 1987) fue una pianista y compositora española naturalizada mexicana. Es conocida por sus composiciones vanguardistas para diferentes instrumentos, y en diferentes sistemas de música, como el Sistema Natural de Música creado por Augusto Novaro.

## Educación musical
Emiliana de Zubeldía nació en Salinas de Oro, Navarra, España. Fue hija de Asunción Inda y León Antonio Zubeldía. Era hermana de Martín Zubeldía, el fraile capuchino conocido como Gumersindo de Estella. Emiliana dio su primer recital a los cinco años de edad, interpretando una pieza compuesta por su hermano. Comenzó sus estudios musicales en Pamplona en 1896 y en el año de 1904 los continuó en el conservatorio de Madrid. En 1906 culminaría sus estudios en España como estudiante sobresaliente. Eso la preparó para ir a estudiar a la Schola Cantorum en París, donde estudió composición con Vincent d'Indy y piano con Blanche Selva, sin necesidad de hacer examen de admisión.

## Inicio de su carrera
Regresó a Pamplona por la muerte de su padre en 1909. Se quedó en España y empezó a dar clases de piano y conciertos. Para 1917 había recorrido gran parte de los escenarios de Madrid. En 1919 se casó con un químico tudelano, Joaquín Fuentes Pascual. Un año después ingresó en la Academia Municipal de Música en Pamplona como auxiliar primera de piano. Tres años después, Emiliana se separó de su pareja y regresó a París para continuar sus estudios de composición y piano. Durante ese tiempo compuso algunas piezas. También trabajó como pianista de ensayos en importantes óperas de Maurice Ravel y Stravinski. En 1927, su madre murió a causa de una meningitis; Emiliana no regresaría más a Pamplona. En 1928 viajó por distintos lugares de América, incluyendo Río de Janeiro, Sao Paulo, Montevideo, Buenos Aires; durante estas giras, Emiliana fue aplaudida y siempre bien recibida por las sociedades nacionalistas vascas en América Latina.

## Nueva York y Augusto Novaro
En 1930, se mudó a Nueva York, donde conoció a personas que influyeron en su vida, a Andrés Segovia en 1933 y a Nicanor Zabaleta en 1934. Comenzaron juntos sus carreras como solistas y compartieron la emisión de Zubeldía en el Radio City Music Hall, donde dieron charlas acerca de música española hasta el verano de 1934. Pero nadie sería tan determinante en su carrera como el científico y músico mexicano Augusto Novaro, quien se encontraba en Estados Unidos trabajando y promocionando los avances de sus experimentos relacionados con el Sistema Natural de Música, gracias a que había ganado una beca de la Fundación Solomon R. Guggenheim. Cuando Emiliana conoció los planteamientos de Novaro quedó maravillada, y se puso a su disposición para trabajar en este proyecto. Durante estos años en Nueva York, Emiliana se presentó en varios auditorios y salas de música, interpretando canciones vascas y composiciones adecuadas a los nuevos instrumentos creados por Novaro. También conoció a quien sería una de sus amistades más cercanas, la pianista Esperanza Pulido, quien también se convirtió en alumna y colaboradora de Novaro. En 1933 visitó México por primera vez, acompañando a Novaro durante la presentación de sus avances científicos. Estaría cuatro años más en Nueva York y, en 1937, se mudaría a la Ciudad de México, siguiendo a su maestro. Ahí vivió durante 10 años.

### Ciudad de México
Pasó la mayoría de estos años componiendo e interpretando canciones en los instrumentos de Novaro. En 1939 sufrió un accidente de automóvil a bordo de un taxi y se lesionó los nervios de su brazo derecho, lo que afectó su carrera de manera definitiva: su interpretación como pianista se limitó, por lo que su actividad como compositora y maestra aumentó. Así pasaron varios años, entre los recitales que Augusto Novaro organizaba en su casa para presentar sus avances y las composiciones de Emiliana y sus presentaciones dentro y fuera del país. Adoptó ciudadanía mexicana en 1942, y en 1947 llegó una invitación de la Universidad de Sonora para que Emiliana se hiciera cargo de su escuela de música.

## Hermosillo y la Universidad de Sonora
La recién fundada Universidad de Sonora buscaba un maestro de música de gran calidad para dirigir la escuela de música. Su rector en turno, el Profesor Manuel Quiroz Martínez recibió este memorándum de parte de Don David F. España:

«He tenido presente el asunto que usted me trató aquella tarde en que me proporcionó la satisfacción de visitar su casa. Me dijo usted que necesitaba un profesor de Música lo bastante capacitado, lo bastante serio y lo bastante activo para encargarse de impartir la enseñanza musical en esa Universidad que usted regentea.

Por si todavía necesita usted al profesor de marras, me permito proponerle a la Sra. Profesora Emiliana de Zubeldía, de nacionalidad española, que hizo sus estudios primero en España y después en Francia, y que hoy se encuentra en esta capital, en busca de trabajo. Mi recomendada es pianista de mérito, y, además, compositora.
Hablé con la profesora Zubeldía (que es señorita que vive sola, pues sus familiares perecieron en la guerra civil de España) y le expuse las condiciones en que podía trabajar en Hermosillo, bajo la dirección de usted. Le dije que su sueldo sería de quinientos pesos mensuales, tal como me informó, así como de la clase de trabajo que debería de desempeñar.
Ella me expresó su conformidad, agregando que tiene esperanza de que, en las horas que le queden libres, pueda conseguirse algunas lecciones particulares, con las que mejore un poco más sus entradas.

En suma, me parece que una persona como la Sra. Zubeldía, por su cultura y por su preparación musical, es algo de lo mejor que usted podría apetecer para su profesorado, En tal virtud, solamente su respuesta para comunicársela a la interesada» 

Emiliana llegó a Hermosillo en otoño de 1947, donde empezó a trabajar de inmediato a la cabeza del coro universitario. También trabajó como maestra de solfeo, historia de la música y piano, no solo de alumnos universitarios, ya que la Universidad de Sonora también albergaba una escuela secundaria, una preparatoria y una escuela normal (escuela de formación para maestros). Sus primeras alumnas de clases particulares de piano fueron Consuelo Soria Larrea, Chepina Soria Larrea y Aurora Espinoza.
Emiliana recibió apoyo a su llegada a Hermosillo de los señores María del Carmen Retes López y de su señor esposo Martin Martínez, quienes le ayudaron a establecerse en la ciudad de Hermosillo, teniendo como primera morada la casa de la señora madre de María del Carmen Retes López, doña María de Jesús López Gracia, quien durante algunos años le dio hospedaje en su residencia de la colonia 5 de Mayo.

### Los años cincuenta
El impacto de Emiliana en la cultura musical de Sonora fue más allá de las aulas. Se dedicó a dar conferencias sobre historia de la música, empezando en 1950, con diez conferencias promocionadas por medio de folletos que decían:

«Aproveche usted la oportunidad de mejorar su cultura con conocimientos acerca de la evolución de la música desde los tiempos más remotos hasta nuestros días»  

La década de los cincuenta fue de gran actividad cultural en la zona a causa de la presencia de la maestra. También se dedicó a invitar a músicos para presentarse en la ciudad de Hermosillo, organizando temporadas de conciertos junto con organizaciones civiles como el Patronato Protector. De igual manera, Emiliana seguía presentándose en la Ciudad de México ya que seguía teniendo vigencia como artista de vanguardia, interpretando piezas musicales bajo la teoría del Sistema Natural de Música. Durante esta década, estrenaría la que puede ser su composición más importante, la Sinfonía Elegíaca, dedicada a su hermana Eladia, fallecida en 1939. El estreno fue en agosto de 1957, interpretada por la Orquesta Sinfónica de la UNAM bajo la dirección del maestro José Vázquez. Con esta pieza, Emiliana ganó el Premio Nacional de Composición.
Una de las primeras alumnas prodigio de Emiliana de Zubeldía, la niña Angélica Méndez Ramos, que dio una gira exitosa por el país en 1957; llegó a tocar para la primera dama en la Sala Molière en un evento de la Asociación Musical del Instituto Francés de América Latina y las Alianzas Francesas de México, en la Ciudad de México. Después de estas presentaciones, Angélica recibió una beca de la Sala Chopin del Conservatorio Nacional de México para estudiar piano en la ciudad de Viena.

### Los años sesenta
Esta década no empezó muy bien para Emiliana, ya que el 11 de septiembre de 1960, falleció el maestro Augusto Novaro. La maestra De Zubeldía continuó sus labores de enseñanza y promoción de la cultura musical durante estos años, destacando su labor como Directora de Coros. Formó grupos corales en cada salón de clases, desde niveles de secundaria hasta universitarios, realizando dinámicas de evaluación en las que se enfrentaban entre coros al final del curso. El coro ganador tendría 100 de calificación. Años más tarde, los grupos de secundaria y la Escuela Normal se separaron de la Universidad de Sonora, lo que motivó a Emiliana a formar un Coro Universitario que albergaría a todas aquellas personas que estaban interesadas en seguir formando parte de esta agrupación. Así se formó el Coro de la Universidad de Sonora, que sigue funcionando actualmente, y el cual sería el fundamento para la formación de las licenciaturas en arte de la Universidad de Sonora a principios de los años noventa.
Durante la década de los sesenta, el Coro Universitario capitalizó grandes logros, como su presentación durante las Olimpiadas de México 1968 en el Palacio de Bellas Artes; interpretaron la "Misa de Asunción" de Emiliana de Zubeldía, la "Cantiga Santa María" de Alfonso X el Sabio, la "Pastourelle" de Marcabru, el "Villancico tradicional" de Gevaert, el "Ave María" de Jacob Arcadelt, el "Primo Vostro Sguardo" de Luca Merenzio, "Ad una Fresca Riva" y "Amor e Ritornato" de Luca Marenzio, "Ven Muerte Ven" de Juan Sebastian Bach, "Marchita Alma" de Manual M. Ponce, "Canción Seri" de Emiliana de Zubeldía, entre otras. Durante estos años, la actividad de promoción cultural de Emiliana se extendió a publicaciones en periódicos y apariciones en radio y televisión, teniendo gran impacto en la cultura musical en Sonora.

### Los años setenta
El Coro Universitario siguió muy activo durante esta década, a pesar de que la maestra Emiliana empezaba a tener problemas de salud por su edad. El reconocimiento a la maestra De Zubeldía era claro; en 1971 la revista musical Heterofonía convocaba a un concurso nacional para pianista, en el que se debían de interpretar los estudios 2, 4 y 5 compuestos por ella. En 1971 y 1972 el coro se presentó en un programa de la televisión universitaria llamado "Presencia de Bellas Artes". El 20 de julio de 1972 Emiliana presenta al Coro Universitario en la Ciudad de México, en el aula magna "Massersmith" del Instituto Mexicano-Norteamericano de Cultura, interpretando dos canciones sacras de la maestra y dos obras más que Emiliana adaptó de versos de Ramón López Velarde. Esta gira se extendió a Villahermosa, Zacatecas, Monterrey y Guadalajara. En 1977 Emiliana presentaría a su coro en el noticiario con más audiencia en Latinoamérica, el programa 24 horas, así como en otro programa más, Sábados con Saldaña, de Canal 13. Esta gira estuvo patrocinada por la Asociación Manuel M. Ponce.

### Los años ochenta
Durante esta década se destacan las presentaciones de otro de los alumnos prodigio de Emiliana, Pedro Vega Granillo. Este pianista tocó en varios foros importantes, como la sala Manuel M. Ponce donde, en 1982, interpretó obras compuestas por la maestra De Zubeldía bajo el Sistema Natural de Música. Otro alumno destacado de la maestra, David Camalich, le ayudó a dirigir el Coro Universitario durante los últimos años, cuando Emiliana no podía estar siempre presente por motivos de salud; fue él quien quedó al frente del coro una vez que Emiliana falleció. Estos años se caracterizaron por la serie de homenajes y reconocimientos a la maestra por parte del gobierno de España, así como homenajes locales, como el recital de una exalumna, Angélica U Ballesteros, que era maestra de piano en el conservatorio musical de Austria.
Después de varias complicaciones de salud, la maestra Emiliana dejó el Hotel San Alberto, su hogar por más de treinta años, para ingresar al Hospital General del Estado de Sonora, donde falleció el 26 de mayo de 1987.
Emiliana, llegó a Sonora, se enamoró de esa tierra, y su gente donde se quedó en ella hasta su muerte. Los sonorenses retribuyeron y nombraron una plaza en la Universidad de Sonora con su nombre. 

## Obras
Emiliana de Zubeldía compuso para piano, guitarra, ensambles de cámara, coros, misa y orquesta.
Algunas obras destacadas:
- Sinfonía Elegíaca, registrada en 1948.
- Capricho vasco, para guitarra, dedicada a Luis de la Maza, con fecha en Montevideo, abril de 1929.
- Paisaje vasco, para guitarra, allegro, dedicada a Andrés Segovia. Probablemente compuesta en Nueva York en 1934.
- Landscape from the Pyrenees, para arpa, dedicada a Nicanor Zabaleta.[8]